# Marc Horaci Pulvil (tribú consular)
Marc Horaci Pulvil (llatí: Marcus Horatius M. f. Pulvillus) va ser tribú amb potestat consular l'any 378 aC. Probablement era germà del tribú amb potestat consular Luci Horaci Pulvil.